# 사이안화 나트륨
사이안화 나트륨(Sodium cyanide) 혹은 시안화 나트륨, 시안화 소다는 화학식이 NaCN인 무기 화합물이다. 백색이며 물에 녹는다. 사이안화물은 금속과 높은 친화력을 가지며, 금속과 반응하여 맹독성 염기를 만들어 낸다. 금광에서 주로 쓰이며 금속과의 높은 반응성을 이용한다. 산과 반응해서 독성 기체 사이안화 수소가 된다.
NaCN + H2SO4  →  HCN +  NaHSO4

## 생산 및 화학 성질
사이안화 나트륨은 사인안화 수소와 수산화 나트륨이 반응하여 만들어진다:
HCN  +  NaOH   →   NaCN  +  H2O
2006년 한해 전 세계 생산량은 500,000톤으로 주정된다. 이전에는 고온에서 탄소와 아마이드화 나트륨의 반응과 관련된 카스트너-켈너 과정에 의해 만들어졌다.
NaNH2  +  C   →   NaCN  +  H2